# Аквариум на Таганке
«Аквариум на Таганке» — концертный альбом группы «Аквариум». Запись была сделана звукорежиссёром А. Зачёсовым во время акустических концертов группы в Театре на Таганке в период с 1982 по 1986 год. Достоверно известно, что первые 10 песен были записаны на концерте, состоявшемся 24 декабря 1985 года. Точная дата записи остальных песен неизвестна. В 80-е данный сборник не издавался. Альбом был издан в 1994 году. В 2013 году альбом был переиздан SoLyd Records при участии фирмы Bomba Music на двух виниловых пластинках. В переиздание вошла только запись концерта 24 декабря 1985 года  в полной версии.

## Участники записи
Судя по обложке альбома, в записи участвовали:
- Борис Гребенщиков — вокал, гитара, губная гармошка (7,12,13, 14, 18)
- Всеволод Гаккель — виолончель (1-7, 10, 13, 14,17) вокал
- Андрей Романов — флейта (2, 4,7, 10), клавишные (11), вокал
- Александр Титов — бас (1-10)
- Александр Куссуль — скрипка (1-7, 10)
- Михаил Файнштейн — перкуссия (1-6, 8-10, 12, 16, 20)

## Список композиций
Музыка и текст во всех песнях — Борис Гребенщиков
1. Дело мастера Бо (4:32)
2. Электричество (4:08)
3. Для тех, кто влюблён (4:48)
4. Деревня (3:52)
5. Каменный уголь (4:35)
6. Трачу своё время (2:23)
7. Охота на единорогов (5:51)
8. Рыба (2:44)
9. Песня для нового быта (2:25)
10. Движение в сторону весны (2:42)
11. Герои рок-н-ролла (Молодая шпана) (4:37)
12. Платан (3:48)
13. Как движется лёд (3:19)
14. Выстрелы с той стороны (2:23)
15. Контраданс (3:37)
16. Укравший дождь (2:07)
17. Лети, мой ангел, лети (2:43)
18. Комната, лишённая зеркал (6:17)
19. 25 к 10 (2:15)
20. Электрический пёс (3:13)
21. Мочалкин блюз (2:05)

## Дополнительные факты
- Перед концертом 24 декабря 1985 года Гребенщиков исполнил несколько вариантов песни «Мочалкин блюз» для фонограммы к спектаклю «Серсо»[2]. Кроме песен, вошедших в альбом, на том концерте также исполнялись песни «Хозяин», «Трамвай», «Она может двигать», «Пока не начался джаз», «Рождественская песня», «Я — змея», «Яблочные дни», «Чай», «Второе стеклянное чудо», «Диплом», «Десять стрел» и «Город».
- Почти все песни с этого концертного сборника входили в официальные альбомы «Аквариума»:
  - «Дело мастера Бо», «Электричество», «Выстрелы с той стороны» — «День Серебра».
  - «Песня для нового быта», «Контрданс», «Укравший дождь», «25 к 10» — «Акустика».
  - «Деревня» — «Дети Декабря».
  - «Каменный уголь», «Платан» — «Десять стрел», последняя песня также, как бонус-трек, входила в альбом «Радио Африка».
  - «Трачу своё время» — «Пески Петербурга».
  - «Рыба» — «Ихтиология» и «Десять стрел».
  - «Движение в сторону весны», «Лети, мой ангел, лети», «Комната, лишённая зеркал» — «Ихтиология».
  - «Молодая шпана» (в совершенно иной версии), «Электрический пёс» — «Синий альбом».
  - «Мочалкин блюз» — «Треугольник».
  - «Как движется лёд» — бонус-трек к альбомам «Ихтиология» и «Десять стрел».